# Encaumaptera stigmata
Encaumaptera stigmata är en fjärilsart som beskrevs av George Francis Hampson 1892. Encaumaptera stigmata ingår i släktet Encaumaptera och familjen träfjärilar. Inga underarter finns listade i Catalogue of Life.